# Wolica (gmina Bogoria)
Wolica – wieś w Polsce, położona w województwie świętokrzyskim, w powiecie staszowskim, w gminie Bogoria.
Wolica jest małą miejscowością, położoną pomiędzy Pęcławicami Górnymi a Zagorzycami. Należy do parafii św. Jerzego w Szczeglicach.
W latach 1975–1998 miejscowość należała administracyjnie do województwa tarnobrzeskiego.

## Dawne części wsi – obiekty fizjograficzne
W latach 70. XX wieku przyporządkowano i opracowano spis lokalnych części integralnych dla Wolicy zawarty w tabeli 1.

| Nazwa wsi – miasta    | Nazwy części wsi – miasta | Nazwy obiektów fizjograficznych – charakter obiektu                                    |
| --------------------- | ------------------------- | -------------------------------------------------------------------------------------- |
| I. Gromada SZCZEGLICE |                           |                                                                                        |
| 1. Wolica             | 1. Kapia Góra             | 1. Kapia Góra — pole, las, wzniesie- nie 2. Wolickie Pola — pole 3. Zagorzyckie — pole |

## Historia
Wieś początkowo – aż do XVIII wieku – nosiła nazwę Kolonia Pęcławice. 
W 1629 roku z wsi podatki płacili:
- Jan Podkański,
- Mikołaj Gołębiowski za 0,5 łana 2 złote polskie i 2 grosze,
- Jan Wolski i Mikołaj Wolski każdy za 0,25 łana 1 złoty polski i 5 groszy.

Pod koniec XIX wieku, według „Słownika geograficznego Królestwa Polskiego”, Wolica była wsią z folwarkiem należącą do ówczesnego powiatu sandomierskiego, gminy Górki i parafii Szczeglice, odległą o 28 wiorst od Sandomierza. W 1827 roku liczyła 1 dom i 8 mieszkańców, zaś w 1893 roku 6 domów i 60 mieszkańców. W 1887 roku folwark obejmował 193 morgi, z czego: 138 mórg gruntów ornych i ogrodniczych, 15 mórg łąk, 7 mórg pastwisk, 30 morgi lasu oraz 3 morgi nieużytków. Liczył 7 budynków drewnianych. Wieś zasiedlało 6 osadników gospodarujących na 13 morgach.

## Literatura
1. Kaczmarek Leon (red. nauk. zeszytu), Taszycki Witold (red. nauk. wyd.): Urzędowe Nazwy miejscowości i obiektów fizjograficznych. 33. Powiat staszowski województwo kieleckie. Komisja ustalania nazw miejscowości i obiektów fizjograficznych (do użytku służbowego). Z: 33. Warszawa: Urząd Rady Ministrów. Biuro do Spraw Prezydiów Rad Narodowych, 1970. Brak numerów stron w książce